# Wahlprüfstein
Als Wahlprüfsteine werden vorwiegend in Deutschland und Österreich Anfragen von Interessenverbänden und die darauf erfolgten Antworten der befragten Parteien bezeichnet, die vor Wahlen oder anstehenden politischen Entscheidungen veröffentlicht werden und die politische Entscheidungsfindung beeinflussen sollen. Die Deklaration als Prüfsteine und nicht als Forderungen soll die (partei-)politische Unabhängigkeit der Lobbyorganisation betonen.

## Ziele
Wahlprüfsteine sollen zudem Wählern zur Orientierung vor der Wahl dienen; ein Wähler kann versuchen, aus den gestellten Fragen und den von einer Partei gegebenen Statements (in welchem Maße sie die Fragen beantworten sei dahingestellt) Schlüsse zu ziehen, in welchen Punkten die Positionen einer Partei mit der jeweiligen Lobbyorganisation übereinstimmen. Er kann Mutmaßungen oder Prognosen anstellen, was diese Partei (falls sie in der nächsten Regierung vertreten ist) möglicherweise hinsichtlich dieser Position(en) tun oder lassen wird.